# Парагвай на літніх Олімпійських іграх 1984
Парагвай брав участь у Літніх Олімпійських іграх 1984 року у Лос-Анжелесі (США) учетверте за свою історію, пропустивши Літні Олімпійські ігри 1980 року, але не завоював жодної медалі.